# Дармштадт (административный округ)
Дармштадт (нем. Darmstadt) — один из трёх административных округов (нем. Regierungsbezirk Darmstadt) земли Гессен в Германии, расположенный на юге земли. Образует регион планирования Южный Гессен (нем. Südhessen).
| Kreise (районы) | Kreisfreie Städte (независимые города)                 |
| --- | ------------------------------------------------------ |
| 1. Бергштрассе 2. Дармштадт-Дибург 3. Грос-Герау 4. Верхний Таунус 5. Майн-Кинциг 6. Майн-Таунус 7. Оденвальд 8. Оффенбах 9. Райнгау-Таунус 10. Веттерау (район) | - Дармштадт - Франкфурт-на-Майне - Оффенбах - Висбаден |